# Železniška postaja Radohova vas
Železniška postaja Radohova vas je ena izmed železniških postaj v Sloveniji, ki oskrbuje bližnje naselje Radohova vas.